# Трасса Америк
«Тра́сса Аме́рик» (англ. Circuit of the Americas) — гоночная трасса, расположенная в округе Тревис (недалеко от города Остин), штат Техас, США. Строительство трассы было начато 31 декабря 2010 и завершено в октябре 2012 года. Официальная церемония открытия «Трасса Америк» состоялась 21 октября 2012 года.
18 ноября 2012 года состоялся дебют «Трассы Америк» в Формуле-1: на трассе прошла гонка Гран-при США — предпоследнего в сезоне 2012 года этапа чемпионата мира в классе Формула-1. Победителем этой гонки стал Льюис Хэмилтон (McLaren).
«Трасса Америк» является первым автодромом в США, который изначально проектировался и был построен специально для соревнований в классе Формулы-1.
В дальнейшем трассу планируется регулярно использовать для проведения Гран-при США в классе Формулы-1. Международная мотоциклетная федерация (FIM) также уже запланировала проведение на «Трассе Америк» этапа чемпионата мира по шоссейно-кольцевым мотогонкам в классе MotoGP. Этот этап получил название Texas motorcycle Grand Prix и включён в официальный календарь чемпионата на 2013 год. Организаторы автомобильной гоночной серии V8 Supercars, в свою очередь, тоже выразили желание регулярно использовать «Трассу Америк» в рамках своих автогоночных соревнований.

## История
Строительство «Трассы Америк» и проведение на ней Гран-при Формулы-1 впервые были предложены в середине 2010 года. 27 июля 2010 года Таво Хеллмунд (англ. Tavo Hellmund) — бывший американский автогонщик, а ныне гоночный промоутер и, по совместительству, друг Берни Экклстоуна, c которым они дружны уже около 40 лет, в ходе пресс-конференции анонсировал планы постройки автодрома (площадью 3,6 км²) на неиспользуемой территории, расположенной на юго-востоке округа Тревис. Позднее, из-за многочисленных юридических и финансовых проблем, Таво Хеллмунд был отстранён от участия в данном проекте. Трасса была спроектирована известным немецким архитектором и дизайнером трасс Формулы-1 Германом Тильке, который спроектировал такие автодромы Формулы-1, как: Сепанг (Малайзия), Шанхай (Китай), Яс Марина (Абу-Даби), Истанбул Парк (Турция), Сахир (Бахрейн), Йонам (Южная Корея) и Буддх (Индия). Кроме того, Герман Тильке является автором проектов перестройки таких автодромов, как: Хоккенхаймринг (Германия) и Фудзи Спидвей (Япония).

### Ход строительства

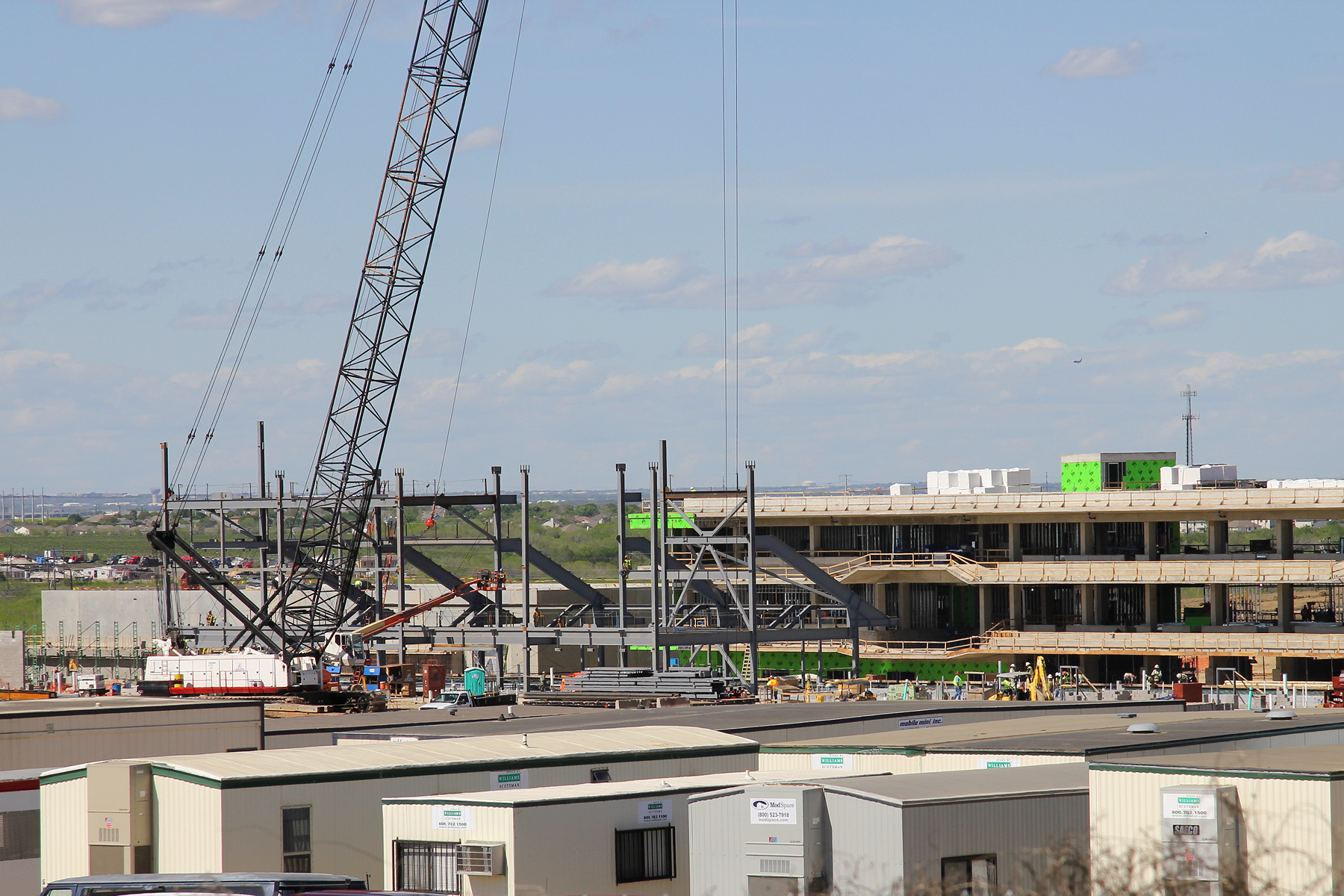
Главная трибуна и пит-здание «Трассы Америк» в процессе строительства. 21 марта 2012 года

Строительство трассы было начато 31 декабря 2010 и планировалось к завершению в июне 2012 года. Но ввиду приостановки строительных работ в декабре 2011 года (вызванной судебными тяжбами), дата завершения строительства была перенесена на август 2012 года.
По состоянию на 9 марта 2012 года (за 254 дня до заявленной FIA даты проведения на этой трассе Гран-при США Формулы-1) — на строительстве «Трассы Америк» занято более 500 строительных рабочих. На автодроме начато возведение вертикальных железобетонных конструкции на главной трибуне и асфальтирование автомобильных парковок. Продолжаются работы на здании для пит-стопов соревнующихся команд — созданы обрамления и лестницы, что приблизило это строение к приобретению им окончательной формы.
13 июня 2012 года Чарли Уайтинг — один из ключевых функционеров FIA, курирующий Формулу-1, заявил, что он удовлетворён ходом строительства трассы. Так же он сообщил, что финальная инспекция трассы запланирована на 25 сентября 2012 года — за 60 дней до запланированного старта первой гонки.
29 августа 2012 года пресс-служба «Трассы Америк» опубликовала подробную сводку о проделанных в августе строительных работах на автодроме. Согласно этой сводке: строительные и отделочные работы вошли в финальную стадию. Завершена прокладка всех электрических сетей, завершён монтаж осветительного оборудования. На балконах второго и третьего этажей здания боксов команд — установлены сиденья для зрителей. Практически полностью завершены строительные работы в здании медицинского центра при автодроме. В пресс-центре идет монтаж комментаторских кабин.
Продолжается возведение 77-метровой смотровой башни.

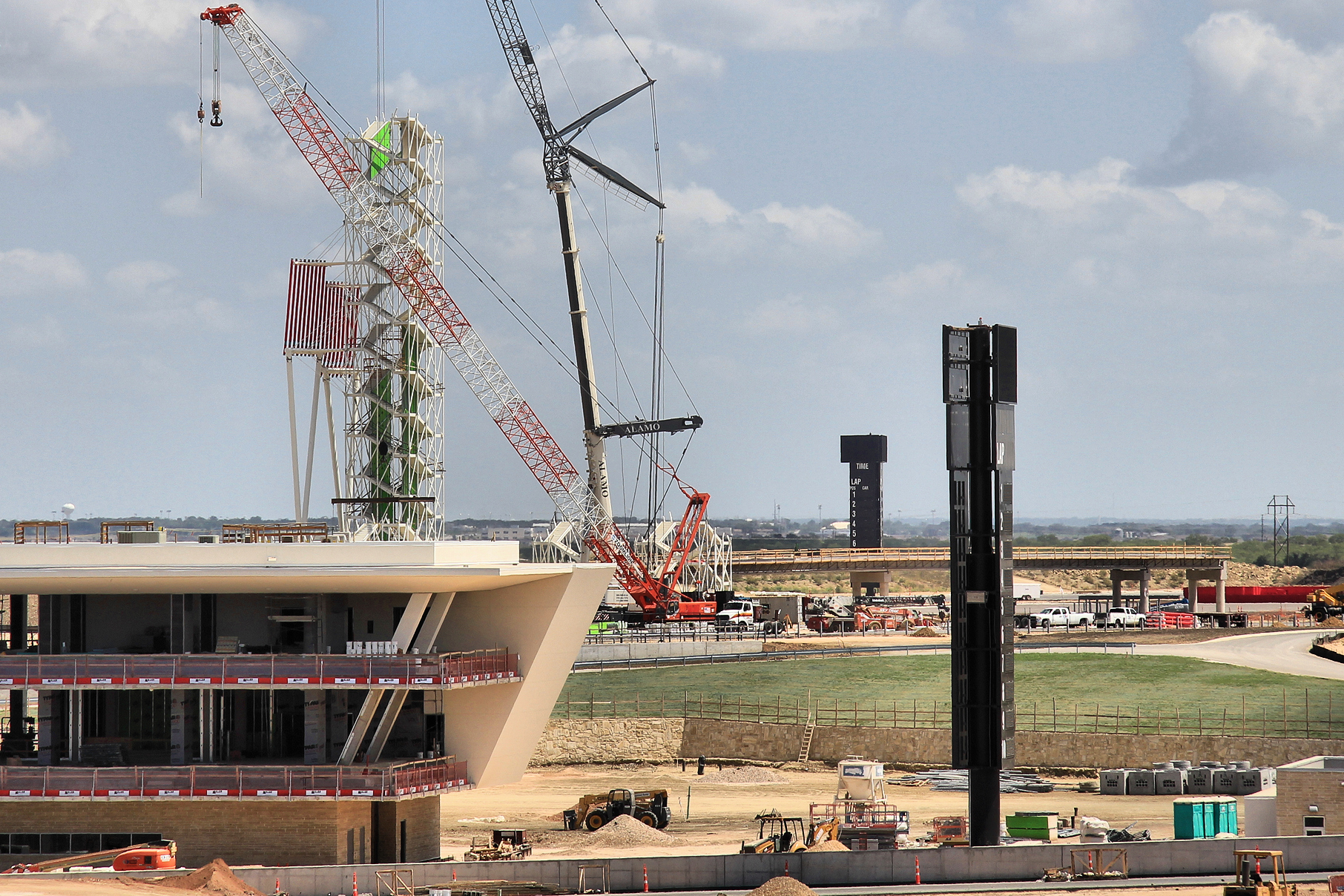
77-метровая смотровая башня в процессе строительства. 5 августа 2012 года

Не отстают от графика продолжающиеся работы по асфальтированию и общему обустройству трассы.
Укладка первого слоя асфальта на основное полотно гоночной трассы завершена 3 августа 2012 года. Укладка финального слоя асфальта началась 14 августа и была завершена 21 сентября.
Эти работы производятся под пристальным контролем FIA. Во 2-м, 3-м и 4-м поворотах установлены временные трибуны для зрителей. Вскоре подобные трибуны должны появиться в 5-м и 11-м поворотах.
В сводке пресс-службы также говорится о том, что руководством автодрома была определена компания, которая будет оказывать консультационные услуги, связанные с работой пресс-центра. Этой компанией-консультантом стала австралийская фирма Scotsport, занимавшаяся оборудованием медиа-центров примерно на четверти всех трасс Формулы 1. Среди них: Альберт-парк, Сингапур, Абу-Даби и индийский автодром в Нью-Дели.
25 сентября 2012 года Чарли Уайтинг провёл ранее назначенную финальную инспекцию трассы. Итогами этой инспекции Уайтинг остался очень доволен и выдал автодрому лицензию Grade 1, позволяющую принимать гонки Формулы 1. С его слов:

 «Ребята проделали огромную работу — это действительно совершенная фантастика! Он [автодром] построен с самым высоким качеством, точно так, как мы ожидали, и у меня нет абсолютно никаких нареканий вообще.»
Оригинальный текст (англ.)“The guys have done an awesome job – it really is quite fantastic! It’s built to the highest quality, exactly as we expected, and I’ve got absolutely no complaints whatsoever."— 
10 октября 2012 года на официальном сайте автодрома был опубликован очередной отчёт о ходе строительства. Согласно ему: строительство трассы практически полностью завершено. На всех основных зданиях автодрома осталось выполнить лишь мелкие отделочные работы. Практически полностью завершено строительство автостоянок и «Бульвара COTA» (англ. COTA Boulevard) — главной подъездной автотрассы к автодрому.
Начались окрасочные работы вокруг трассы, которые выполняются по уникальному проекту: полотно трассы обрамляют широкие красные обочины, окаймлённые тонкой белой линией по стороне, примыкающей к полотну трассы. В апексах поворотов эта белая линия расширяется. Помимо красного и белого цветов в окраске элементов автодрома будет задействован и синий цвет, дабы ознаменовать возвращение Формулы-1 в США и отдать дань уважения американскому автогоночному наследию.

### Церемония открытия трассы

Марио Андретти готовится перерезать символическую ленточку открытия «Трассы Америк». 21 октября 2012 года

21 октября 2012 года «Трасса Америк» была официально открыта. Чести «перерезать ленточку» (которая представляла собой чёрно-белый баннер, оформленный в виде линии старта формульной трассы) и совершить первый в истории круг по новой трассе был удостоен знаменитый американский автогонщик, чемпион мира Формулы-1 сезона 1978 года Марио Андретти. В качестве болида Андретти использовал Lotus 79, на котором он и завоевал свой чемпионский титул в 1978 году. Помимо Андретти, в церемонии открытия участвовали и другие специальные гости. Одним из них был резервный пилот команды Lotus F1 Жером Д’Амброзио, который успел проехать несколько кругов по новой трассе перед тем, как с его болидом R30 возникли технические проблемы.
Но несмотря на это, Жером Д’Амброзио остался очень доволен новой трассой и поделился своими впечатлениями. В интервью он заявил:

 «Мы провели отличный день. К автодрому приковано повышенное внимание, поэтому было здорово проехать несколько кругов по трассе на R30. Кольцо очень интересное, здесь есть несколько мест для обгонов, несколько быстрых широких S-образных поворотов, а также несколько мест с быстрой сменой направления движения, как в Becketts в Сильверстоуне.

Жаль, что не удалось проехать больше кругов, но проблемы с двигателем означали, что мы не сможем продолжить работу на трассе. Однако у меня было достаточно времени, чтобы почувствовать её особенности. Гонщикам здесь понравится, и болельщики останутся довольны: с трибун хороший обзор, и в гонке должно быть много событий. Первый поворот — особенный, поэтому интересно посмотреть, какую траекторию в нём пилоты выберут в гонке.»— 

## Финансовое состояние строительства и эксплуатации трассы
В сентябре 2012 года издание Austin Business Journal сообщило, что общая сумма затрат компании Circuit of the Americas LLC, которой принадлежит возводимая «Трасса Америк», превысила 200 млн $. Только за август 2012 года задолженность компании-владельца увеличилась на 16 млн $.
12 сентября 2012 года компания Circuit of the Americas LLC предоставила информацию в федеральные органы финансового контроля о том, что от трёх неназванных инвесторов были получены дополнительные средства. Согласно этой информации, эти деньги будут использованы на финансирование «общих капитальных работ».

## Конфигурация трассы
Заключительный проект «Трассы Америк» был опубликован 1 сентября 2010 года. Согласно ему трасса имеет форму сильно вытянутого треугольника, со вставками из поворотов разного уровня сложности по двум его сторонам и ровным, прямым основанием — стартовой прямой.
Длина трассы — 5513 м. Количество поворотов — 20.
Перепад высот составляет около 41-го метра. Наивысшая точка трассы — зона первого поворота.
Проект трассы, в целом, выдержан в европейской традиции строительства автодромов Формулы-1 — когда полотно трассы как бы обтекает естественный природный ландшафт.
В конфигурации «Трассы Америк» использованы заимствования элементов из других формульных трасс: рекреационная зона Maggotts-Becketts-Chapel автодрома Сильверстоун, изгибы арены Хоккенхайма, и точная копия восьмого поворота Истанбул Парка. Зрительская вместимость у «Трассы Америк» составляет около ста тысяч человек. Для их размещения запланировано использовать как постоянные трибуны, так и временные.
Одной из уникальных особенностей данной трассы является её преднамеренное расширение в зонах поворотов, что позволит пилотам проходить повороты, используя больше гоночных траекторий. Подобную особенность Герман Тильке уже применял при проектировании — на автодроме «Буддх» в Индии, где трасса также расширяется на подходе к определённым поворотам.

## Галерея

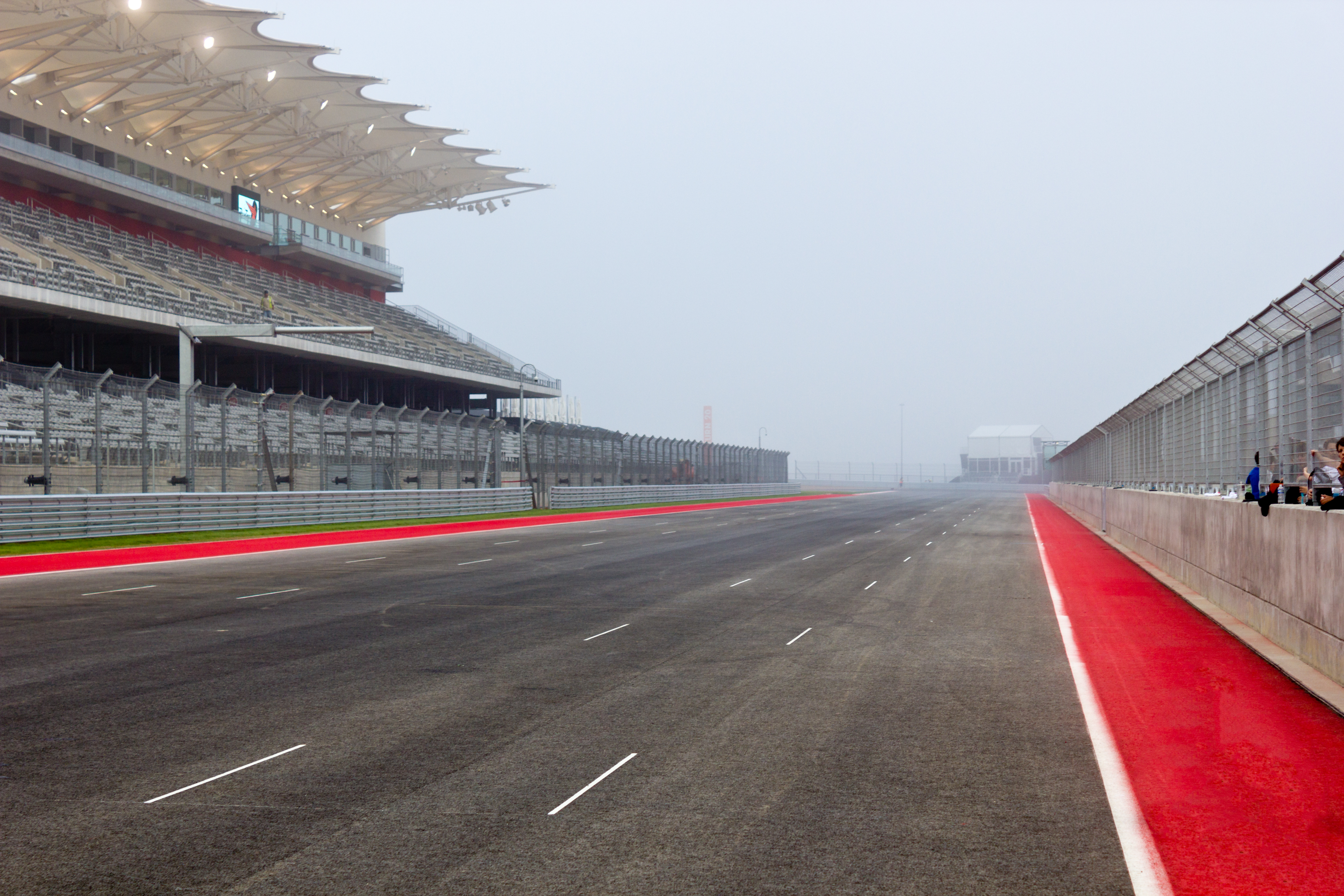
Стартовая прямая «Трассы Америк»

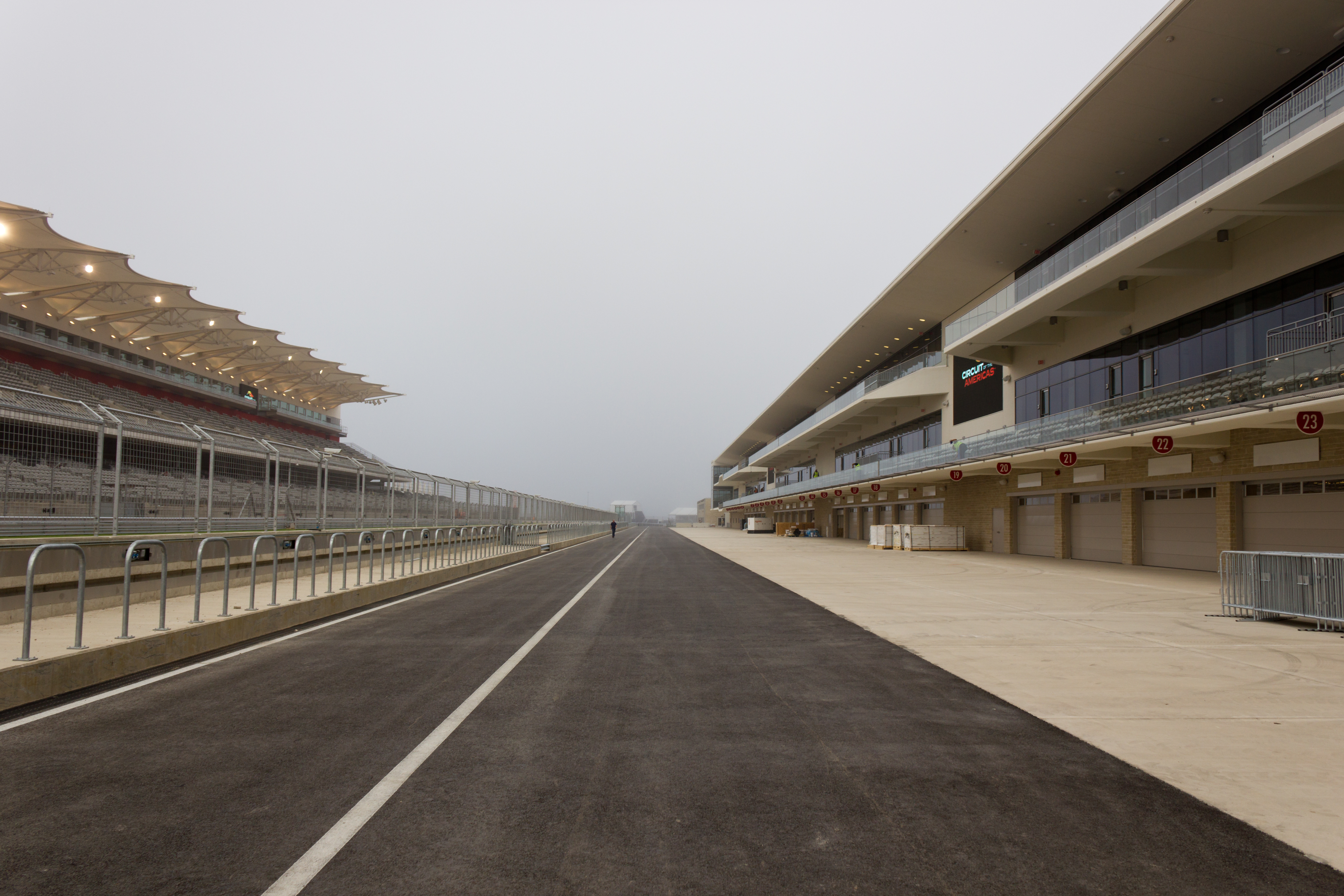
Пит-лейн «Трассы Америк»

### Характеристики трассы
| Максимальная скорость (с DRS):                                  | 315 км/ч   |
| Средняя скорость на круге (в гонке):                            | 200 км/ч   |
| Дистанция от позиции поула до апекса первого поворота:          | 280 метров |
| Процент дистанции с полностью нажатой педалью газа:             | 60 %       |
| Самый продолжительный отрезок с полностью нажатой педалью газа: | 13 сек     |
| Число переключений передач на круге:                            | 58         |
| Ориентировочное время круга в квалификации:                     | 1:37       |
| Ориентировочное время круга в гонке:                            | 1:42       |
| Источник:                                                       |            |

## Результаты соревнований

### Победители Гран-при США на «Трассе Америк»
| Год  | Пилот             | Конструктор      | Отчёт |
| ---- | ----------------- | ---------------- | ----- |
| 2021 | Макс Ферстаппен   | Red Bull         | Отчёт |
| 2019 | Валттери Боттас   | Mercedes         | Отчёт |
| 2018 | Кими Райкконен    | Ferrari          | Отчёт |
| 2017 | Льюис Хэмилтон    | Mercedes         | Отчёт |
| 2016 | Льюис Хэмилтон    | Mercedes         | Отчёт |
| 2015 | Льюис Хэмилтон    | Mercedes         | Отчёт |
| 2014 | Льюис Хэмилтон    | Mercedes         | Отчёт |
| 2013 | Себастьян Феттель | Red Bull-Renault | Отчёт |
| 2012 | Льюис Хэмилтон    | McLaren-Mercedes | Отчёт |